# 론 제러미
론 제러미(Ron Jeremy, 1953년 3월 12일 ~ )는 미국의 포르노 배우이다. 제러미는 AVN 매거진 "올 타임 톱 50 포르노 스타"에서 1위에 랭크되었다. 길이 9.75 인치 (약 25cm)의 음경으로 유명하다.
제러미는 성폭행 혐의로 열두 건 이상 기소되었다. 2020년 6월, 제러미는 4명의 여성이 피해자로 연루된 네 건의 강간 및 성폭행 혐의로 기소되었으며, 2020년 8월에는 2004년부터 2020년까지 16년 간 12명의 여성과 15세 소녀 한 명이 피해자로 연루된 스무 건의 강간 및 성폭행 혐의로 추가 기소되었다. 추가 조사를 받고 있는 제러미는 피해자 21명이 연루된 서른 건의 성폭행 혐의로 기소된 상태로 2021년 8월 현재 수감 중이며 재판을 기다리고 있다.

## 출연 작품
- 걸즈 곤 데드 - 본인 역
- 포 코너스 로드
- 엠마뉴엘 인 원더랜드
- 블러디 블러디 바이블 캠프
- 스컴 락스!
- 스피드 드래곤 - 필 역
- 저지 쇼어 매서커 - 로니 역
- 맨슨 걸스
- 사일런트 스크림스
- 올 아웃 디스펑크션!
- 애프터 스쿨 스페셜
- 부두